# Jan-Åke Berg
Jan-Åke Berg, född 25 april 1935 i Eskilstuna, död 15 januari 2018 i Uppsala, var en svensk officer i Flygvapnet.

## Biografi
Berg blev fänrik i Flygvapnet 1958. Han befordrades till löjtnant 1960, till kapten 1966, till major 1972, till överstelöjtnant 1972 och till överste 1988.
Berg inledde sin militära karriär i Flygvapnet 1958. 1970–1975 var han lärare vid Flyglinjen på Militärhögskolan (MHS). 1976 tjänstgjorde han vid Norrbottens flygflottilj (F 21). 1977–1979 var han adjutant åt ÖB Stig Synnergren och senare Lennart Ljung. 1979–1984 var han chef för Försvarsstabens informationsavdelning. 1988–1991 var han försvarsattaché i Moskva och Warszawa. 1992–1995 var han chef för Flygvapnets Uppsalaskolor (F 20). Berg lämnade Försvarsmakten 1995.
Berg är begravd på Norra begravningsplatsen utanför Stockholm.